# NGC 2365
NGC 2365 é uma galáxia espiral barrada (SBa) localizada na direcção da constelação de Gemini. Possui uma declinação de +22° 05' 00" e uma ascensão recta de 7 horas, 22 minutos e 22,3 segundos.
A galáxia NGC 2365 foi descoberta em 10 de Novembro de 1864 por Albert Marth.